# Le pescatrici
Le pescatrici és una òpera en tres actes composta per Ferdinando Bertoni sobre un llibret italià de Carlo Goldoni. S'estrenà al Teatro San Samuele de Venècia el 26 de desembre de 1751. A Catalunya s'estrenà el 1761 al Teatre de la Santa Creu de Barcelona. Basada en una de les comèdies més conegudes de Goldoni, i que Haydn convertí també en opera per aquests anys. Anys més tard, Ramón de la Cruz n'adaptà el llibret al castellà i la titulà Pescar sin caña ni red es la gala del pescar, o Las pescadoras, forma en la qual fou representada a Madrid el 1765 i també a Barcelona el 1769.